# Penalva do Castelo
Penalva do Castelo és un municipi portuguès, situat al districte de Viseu, a la regió del Centre i a la subregió de Dão-Lafões. L'any 2004 tenia 8.768 habitants. Es divideix en 13 freguesias. Limita al nord amb Sátão, al nord-est amb Aguiar da Beira, a l'est amb Fornos de Algodres, al sud amb Mangualde i a l'oest amb Viseu.

## Població
| Població del concelho de Penalva do Castelo (1801 – 2004) | Població del concelho de Penalva do Castelo (1801 – 2004) | Població del concelho de Penalva do Castelo (1801 – 2004) | Població del concelho de Penalva do Castelo (1801 – 2004) | Població del concelho de Penalva do Castelo (1801 – 2004) | Població del concelho de Penalva do Castelo (1801 – 2004) | Població del concelho de Penalva do Castelo (1801 – 2004) | Població del concelho de Penalva do Castelo (1801 – 2004) | Població del concelho de Penalva do Castelo (1801 – 2004) |
| --------------------------------------------------------- | --------------------------------------------------------- | --------------------------------------------------------- | --------------------------------------------------------- | --------------------------------------------------------- | --------------------------------------------------------- | --------------------------------------------------------- | --------------------------------------------------------- | --------------------------------------------------------- |
| 1801                                                      | 1849                                                      | 1900                                                      | 1930                                                      | 1960                                                      | 1981                                                      | 1991                                                      | 2001                                                      | 2004                                                      |
| 7778                                                      | 10475                                                     | 13742                                                     | 13404                                                     | 13686                                                     | 10172                                                     | 9166                                                      | 9019                                                      | 8768                                                      |

## Freguesies
- Antas
- Castelo de Penalva
- Esmolfe
- Germil
- Ínsua
- Lusinde
- Mareco
- Matela
- Pindo
- Real
- Sezures
- Trancozelos
- Vila Cova do Covelo